# 韦彤 (唐朝)
韦彤（?—?），京兆府人，唐朝官员。
六世祖韦鴻胄，北周儀同三司、本州大都督、新豐昭公；五世祖韦澄，字清仁，綿州刺史、彭城敬公；高祖父韦慶嗣，太子家令，襲彭城公；曾祖父韦正履，潁州司馬；祖父韦齊物；父亲韦伯礦，著作郎；兄长韦彪，唐州刺史。四世从祖韦方质为武后时宰相。
大历年间，韦彤、仲子陵、袁彝、韦茝治《礼》，啖助、赵匡、陆质治《春秋》，施士匄治《诗经》，蔡广成治《易经》，强蒙治《论语》。韦彤著有《五礼精义》十卷。唐德宗时韦彤为太常博士。张茂宗在母丧期按母亲遗命与义章公主成婚，韦彤、裴堪上书反对，唐德宗不纳。
天宝年间，唐玄宗下诏让尚食官员在朔望日向太庙进献食物，天子使宦官侍奉祭祀，有司不参与。贞元十二年（796年），唐德宗下诏朔望进献食物，交给宗正、太常合供。于是韦彤与博士裴堪上议：“依礼，宗庙在朔望日不祭，陵墓园寝则祭祀。贞观、开元年间，礼如同法令，不敢变古制。天宝年间，开始有进献食物之事，大概因为王玙认为生者事奉亡者，用轻慢的食物食具，冒犯祭祀之礼，不可示范久远。传曰：‘祭非外至，生于心者也。’于是圣人按等级进献牲牢，布置笾豆，昆虫、草木可进献的，无不具备，用来祭祀宗庙，交神明，保全孝敬之心。整洁膳食，八珍百品，可吃的食物，美味甘食，就是亵味，用来燕宾客，接人情，表示慈惠。这是说祭祀的食物与宴会的食物，圣人区别为两种，不能混淆。现在用平常的美食祭祀，不是用异品表示敬意。而且祭祀不能频繁，也不能稀少，按季节致祭，达到适中。现在陵墓园寝一月二祭，不算稀少，宗庙一年五次，不算频繁，有司奉承，得尽其恭敬。如果在朔望日又加盛馔，是失去适中之礼，有司不得尽其恭敬。王者考察古制，不敢以极端的孝心超越礼，不敢以菜肴之多而有多余的美味。愿废除天宝所增加，奉园寝以珍贵，奉宗庙以礼仪，两相得宜。”德宗说：“这是先帝裁定之礼，突然更改，别人怎么看朕？慢慢议论是否其可行。”于是朔望日献食没有废除。
唐昭陵寝宫因原火蔓延而烧毁，于是暂在瑶台佛寺举行祭祀。旧宫在山上，缺少水泉，营造的人怕劳累，想要把行宫改作寝宫，皇帝诏命宰相百官商议。吏部员外郎杨于陵说：“园寝不是三代之制，自秦、汉以来，附陵置寝宫，或远或近，就没有听说了。韦玄成等议论园陵，在兴废从来没有适宜生观点。寝宫所占，在柏城中，距陵墓不远，使诸陵的寝宫，都有区限，因此不可迁移；若留在柏城，则故寝宫已烧毁，行宫建成已久，用它来加以修饰，又有什么不可以呢？有人说：‘太宗创业，寝宫不能擅自改变。’是不对的。陵域让神居住，神以安静为本，现在在荒废之处大兴土木，喧嚣的役工接近神灵，不能使陵墓安静，改用行宫为便。”韦彤说：“先王建都立邑，不利时就迁都，何况是有缘故呢？现在文皇的寝宫受灾，迁到别处作寝宫，不是没有缘故。神安于迁徙，因而建寝宫，符合于礼。其他陵墓都在柏城，随其所宜营作，不越封界，力省容易做到。”德宗对改先帝制很慎重，还是在山颠重修寝宫。
韦彤去世后，唐武宗会昌五年（845年），下诏京城内不许群臣作私庙。宰相李德裕等引用韦彤所议：“古制：庙一旦要在中门之外，不论吉凶都要告，用来表示对先人亲近尊敬，自己不专行。现在让在京外立庙，不能得礼法之意。宫南九坊，三坊称为围外，地方荒僻，立庙没有问题；剩下六坊可禁止。”皇帝下诏不许，听任按古制在居所立庙。